# Opsochernes carbophilus
Opsochernes carbophilus är en spindeldjursart som beskrevs av Beier 1966. Opsochernes carbophilus ingår i släktet Opsochernes och familjen blindklokrypare. Inga underarter finns listade i Catalogue of Life.